# Getinge AB
Die Getinge AB ist ein börsennotiertes schwedisches Medizintechnikunternehmen. Das Unternehmen produziert und vertreibt Medizinprodukte und Anlagen für den Gesundheitsbereich und die Biowissenschaften. Die Unternehmensgruppe ist in drei Geschäftsfelder unterteilt: Life Science, Acute Care Therapies und Surgical Workflows. Die Unternehmensgruppe beschäftigt weltweit knapp 12.000 Arbeitnehmer. Der CEO des Unternehmens ist Mattias Perjos und Chairman des Boards ist Johan Malmquist. Mit einem Umsatzanteil von rund 40 % sind die USA aufgrund der deutlich höheren Preise und Margen dort der mit Abstand wichtigste Markt für das Unternehmen. Es folgen die VR China und verschiedene westeuropäische Staaten.

## Geschichte
Getinge wurde 1904 in Schweden als Agrargunternehmen von Olander Larsson in der Stadt Getinge gegründet und expandierte in den 30er Jahren in den Bereich der Medizintechnik. Das Unternehmen wurde 1964 von Electrolux gekauft und durch eine Reihe von Übernahmen gestärkt. 1989 wurde es von Rune Andersson und Carl Bennet, zwei ehemaligen Electrolux-Managern, erworben. Diese brachten das Unternehmen 1993 für 600 Millionen SEK an die Börse, wo es an der Börse Stockholm notiert ist und sind seit Juli 2009  bis Juni 2025 Teil des OMXS30 Index war. Mit einem Anteil von 20 % des Kapitals und 50,19 % der Stimmrechte ist Carl Bennet über seine Holdinggesellschaft Carl Bennet AB weiterhin Haupteigentümer des Unternehmens. Weitere nennenswerte Eigentümer sind zwei schwedische Pensionsfonds und amerikanische Vermögensverwalter wie Vanguard und Blackrock.
Getinge hat über die Jahrzehnte hinweg eine Vielzahl von kleineren und größeren Firmen übernommen. In Deutschland ist es seit dem Jahr 2000 und der Übernahme der deutschen Maquet GmbH präsent. Es folgten weitere Übernahmen wie im Jahr 2002 der Erwerb von Heraeus Med und 2007 der von Huntleigh Technology PLC. 2011 übernahm Getinge das US-amerikanische Unternehmen Atrium Medical und 2014 die deutsche Pulsion Medical Systems. Die letzten großen Übernahmen auf dem US-Markt waren Healthmark Industries in 2023 und Paragonix Technologies in 2024.
Über die Jahre sah sich die Firma mit rechtlichen Anschuldigungen und Rückrufen konfrontiert. So verfügte die amerikanische Gesundheitsbehörde allein im Jahr 2023 den Rückruf von zwei Getinge-Produkten aufgrund erheblicher Risiken. Darüber hinaus einigte sich das Unternehmen mit den Vertretern einer Sammelklage auf eine Zahlung von rund 200 Millionen SEK über Defizite bei Operationsprodukten. Für weitere 360 Millionen SEK einigte sich das Unternehmen mit den brasilianischen Behörden nach Vorwürfen über unlauteren Wettbewerb zwischen den Jahren 2004 und 2017.